# 紫雷匠
紫雷 匠（しでん たくみ、1991年12月24日 - ）は、東京都町田市出身で木瀬部屋所属の現役大相撲力士。本名は芝 匠（しば たくみ）。身長177cm、体重157kg、血液型はA型。最高位は東十両2枚目（2025年1月場所）。

## 来歴

### 大相撲入門前
祖父が相撲好きだった影響を幼少期から受けており、町田市立小山田南小学校4年次に市のわんぱく相撲大会で準優勝したことを機に地元の相撲道場（立川錬成館）に通い始めた。相撲を始めた当初は全国大会で通用するほどの実力を有していないという理由で大相撲の力士になることは考えていなかったが、町田市立小山田中学校3年次に全国中学校相撲選手権大会で個人3位、全国都道府県中学生相撲選手権大会で個人ベスト8となり、全国大会でも実績を残すようになった。中学校卒業後は、埼玉栄高校の相撲部監督から勧誘を受けていたため同高校普通科総合進学コースに進学。同学年の安彦剣太郎（剣翔）、佐々木大輔（佐々木山）は高校の同期であり、3年次には彼らと共に全国高等学校総合体育大会相撲競技大会（高校総体）団体優勝、選抜相撲宇佐大会団体2位、個人3位などの実績を残した。高校卒業後は日本大学商学部商業学科に進学。日大の同期には安彦や川端翔伍（大翔丸）らがいる。1年次から団体戦レギュラーとなり、東日本学生相撲選手権大会の団体優勝や、全国学生相撲選手権大会での団体準優勝を経験した。しかし2年次に早くもレギュラー落ちを経験したことで相撲に対する熱意が薄れてしまい、4年次では最早タイトルとは完全に無縁となった。そのような状況で国体に埼玉県代表として出場した際、大会自体は予選落ちだったが、相撲を取ることが楽しく思えたことで、大学卒業後の大相撲入りを決意した。

### 大相撲入門後
入門先には、高校と大学の2年先輩である英乃海が所属している木瀬部屋を選び、2014年3月場所で初土俵を踏んだ。追手風部屋も候補に入れたが「大学の同期(安彦と川端)が一緒の部屋にいると甘えが出る」とこの案は立ち消えになった。初土俵同期生には同部屋の髙立のほか、正代、大翔丸（幕下付出入門）らがいる。入門に当たっては目標の力士として、同郷の出身である北太樹の名を挙げた。前相撲では正代にも勝って2勝土付かずで一番出世。入門直後に左膝の負傷があったものの、同年7月場所では髙木（のちの十両髙立）との同部屋優勝決定戦を制して序二段優勝を飾った。三段目までの各段は1場所で通過し、同年11月場所で新幕下に昇進以降は幕下の地位に定着した。2015年11月場所では西幕下31枚目で7戦全勝とし、同部屋の弟弟子である宇良との優勝決定戦も制して幕下優勝を決めた。翌2016年1月場所では十両が目前の東幕下3枚目まで番付を上げたが負け越し、その後も十両が目前に迫った幕下5枚目以内の番付では中々勝ち越すことが出来なかった。2020年7月場所は場所前の稽古で眼窩底骨折をして全休。手術を受けて翌9月場所で復帰したが、その時から英乃海の付け人になり、英乃海から激励を受けたことで、これが関取昇進のラストチャンスと奮起。2021年11月場所は西幕下2枚目と勝ち越せば関取昇進が見える地位で土俵に上がり、5勝2敗として幕下5枚目以上の地位では初めて勝ち越した。これにより十両昇進が大きく近づいたことについては、新十両にもしかしたら昇進できないのではと不安を明かし、「同級生の活躍を見て悔しくて見たくなかった」と同学年の横綱照ノ富士や大関正代に対する思いを語った。場所後の12月1日に行われた番付編成会議で正式に新十両昇進が決定し、四股名を「紫雷」に改名。この四股名は入門から約2年が経過した頃に後援者から提案されていたものであり、四字熟語の「紫電一閃」に由来しているが、字面を考慮して「電」は「雷」に変えている。なお、町田市からの関取昇進は北太樹以来14年半ぶり史上2人目。

### 新十両の場所を謹慎休場
2021年12月22日、日本相撲協会は芝改め紫雷が違法賭博に関与した疑いがあるため、師匠・11代木瀬の判断で2022年1月場所を休場すると発表した。同日に11代木瀬から日本相撲協会に申告されたもので、日本相撲協会により詳細の調査が行われることになった。2022年1月27日、日本相撲協会の定例理事会で紫雷は譴責処分になることが決定した。紫雷は幕下時代に英乃海（出場停止と報酬減額の処分）の付け人として連れていかれた立場であることなどが考慮された。

### 不祥事からの復帰以降
紫雷は東十両12枚目で迎えた新十両の場所を謹慎休場したため、3月場所では幕下へ陥落した。
休場中は食事が喉を通らず、175㎏あった体重が140kgまで落ちてからは体重を計測する気にもなれなくなった。母校の埼玉栄高校から手元に届いた化粧廻しもお蔵入り状態で、見る気にもなれなかった。
3月場所の西幕下11枚目から、5勝2敗、3勝4敗、5勝2敗の後、9月場所に東幕下7枚目で1番相撲に敗れてからの6連勝により6勝1敗、11月場所では東幕下筆頭まで番付を上げたが、7番相撲に敗れ3勝4敗と負け越し、十両復帰を逃した。東幕下筆頭の地位で迎えた2023年5月場所は9日目の5番相撲で勝ち越しを決め、9場所ぶりの十両復帰が確定。十両復帰確定に際し「長かったッスね。いろんな人に迷惑をかけた。罪滅ぼしの思いはあります」「化粧まわし、締め込みはしまってあります。同期生から贈られた帯もやっとつけられるようになると思います」とコメント。5月31日に開かれた番付編成会議で、7月場所の再十両が正式に発表され、2023年7月9日に待望の十両としての相撲を取った。先述のように新十両の場所は不祥事により全休していたため、2023年7月場所が事実上の新十両場所となった。2024年9月場所は7勝8敗であったが、11月場所は番付運に恵まれて番付据え置き。この場所は10勝5敗と自身初の2桁白星を記録し、2025年1月場所は最高位を東十両2枚目まで更新。

## 人物
- 夕刊紙『日刊ゲンダイ』は賭博問題に際して英乃海と共に性格良好という評判であったと伝え、タニマチ筋は「地味ながらマジメな努力家で、彼の悪口を聞いたことは一回もない」とまで証言した[18]。

## エピソード
- 新十両場所を不祥事で休場したため、埼玉栄高校の化粧廻しの贈呈式は再十両(事実上の新十両)となった2023年6月14日に1年半越しに実現。化粧廻し自体は2022年1月場所前に完成していた[15]。
- 協会公式プロフィールによると、好きなアーティストはmabanuaとサンダーキャット、趣味は読書、好物は肉、好きなラジオ番組は『有吉弘行のSUNDAY NIGHT DREAMER』（JFN）[19]。

## 主な成績
2025年7月場所終了現在

### 通算成績
- 通算成績：306勝252敗23休（68場所）

### 各段優勝
- 幕下優勝：1回（2015年11月場所）
- 序二段優勝：1回（2014年7月場所）

### 場所別成績
| | 一月場所 初場所（東京）  | 三月場所 春場所（大阪） | 五月場所 夏場所（東京） | 七月場所 名古屋場所（愛知） | 九月場所 秋場所（東京） | 十一月場所 九州場所（福岡） |
| --- | ------------------------ | ----------------------- | ----------------------- | --------------------------- | ----------------------- | --------------------------- |
| 2014年 （平成26年） | x                        | （前相撲）              | 西序ノ口6枚目 6–1       | 西序二段27枚目 優勝 7–0     | 西三段目29枚目 6–1      | 西幕下47枚目 4–3            |
| 2015年 （平成27年） | 東幕下40枚目 2–5         | 西幕下60枚目 5–2        | 西幕下40枚目 5–2        | 西幕下21枚目 4–3            | 東幕下14枚目 2–5        | 西幕下31枚目 優勝 7–0       |
| 2016年 （平成28年） | 東幕下3枚目 3–4          | 東幕下6枚目 3–4         | 西幕下11枚目 2–4–1      | 西幕下28枚目 6–1            | 東幕下11枚目 4–3        | 西幕下8枚目 5–2             |
| 2017年 （平成29年） | 東幕下5枚目 3–4          | 西幕下8枚目 1–6         | 東幕下28枚目 5–2        | 東幕下19枚目 3–4            | 東幕下29枚目 5–2        | 西幕下20枚目 5–2            |
| 2018年 （平成30年） | 西幕下11枚目 2–5         | 西幕下25枚目 4–3        | 東幕下18枚目 4–3        | 西幕下12枚目 4–3            | 西幕下8枚目 4–3         | 東幕下4枚目 3–4             |
| 2019年 （平成31年 /令和元年） | 東幕下8枚目 3–4          | 西幕下10枚目 4–3        | 東幕下8枚目 2–5         | 東幕下19枚目 5–2            | 東幕下11枚目 4–3        | 西幕下7枚目 5–2             |
| 2020年 （令和2年） | 西幕下2枚目 3–4          | 東幕下6枚目 3–4         | 感染症拡大 により中止   | 西幕下9枚目 休場 0–0–7      | 西幕下49枚目 4–3        | 西幕下40枚目 5–2            |
| 2021年 （令和3年） | 西幕下26枚目 6–1         | 東幕下11枚目 4–3        | 西幕下8枚目 6–1         | 東幕下2枚目 3–4             | 東幕下6枚目 5–2         | 西幕下2枚目 5–2             |
| 2022年 （令和4年） | 東十両12枚目 休場 0–0–15 | 西幕下11枚目 5–2        | 西幕下6枚目 3–4         | 西幕下12枚目 5–2            | 東幕下7枚目 6–1         | 東幕下筆頭 3–4              |
| 2023年 （令和5年） | 東幕下4枚目 3–4          | 東幕下6枚目 6–1         | 東幕下筆頭 4–3          | 西十両13枚目 8–7            | 東十両11枚目 6–9        | 西十両12枚目 9–6            |
| 2024年 （令和6年） | 西十両8枚目 6–9          | 東十両10枚目 7–8        | 東十両10枚目 8–7        | 西十両7枚目 8–7             | 西十両6枚目 7–8         | 西十両6枚目 10–5            |
| 2025年 （令和7年） | 東十両2枚目 5–10         | 東十両4枚目 4–11        | 西十両8枚目 6–9         | 東十両11枚目 6–9            | x                       | x                           |
| 各欄の数字は、「勝ち-負け-休場」を示す。 優勝 引退 休場 十両 幕下 三賞：敢=敢闘賞、殊=殊勲賞、技=技能賞 その他：★=金星 番付階級：幕内 - 十両 - 幕下 - 三段目 - 序二段 - 序ノ口 幕内序列：横綱 - 大関 - 関脇 - 小結 - 前頭（「#数字」は各位内の序列） |                          |                         |                         |                             |                         |                             |

## 改名歴
- 芝 匠（しば たくみ）2014年3月場所 - 2021年11月場所
- 紫雷 匠（しでん -）2022年1月場所 -